# Uldaber
Uldaber (Lagothrix) er en slægt af primater i familien Atelidae. Det er relativt store dyr med en tæt ulden pels. De lever i det nordvestlige Sydamerika. Tidligere blev alle dyr regnet som tilhørende samme art, men i dag skelnes mellem fire arter.

## Udbredelse
Uldaber lever i det nordlige og centrale Sydamerika. De forekommer fra Colombia til Bolivia og i det vestlige Brasilien. Oplysninger om forekomsten i Venezuela er usikker. I Andes-bjergene findes de op til 3000 meter over havet.

## Udseende
Arterne i denne slægt er forholdsvis store primater med ulden pels, der hovedsagelig er mørk, mest mørkebrun eller gråsort. Hovedet er rundt og ansigtet nøgent. De vejer fra 5 til 10 kilogram. Kroppen er 50 til 70 cm lang og halen 60 til 70 cm. Halen savner hår i spidsen og anvendes som gribeværktøj.

## Levevis
Disse dyr er aktive om dagen og lever i træerne, men ses ret ofte på jorden. I skoven bevæger de sig ikke så hurtigt som andre primater i samme familie. Uldaber foretrækker våde og urørte skove. De danner grupper med 10 til 70 individer. En gruppe består af mange par med deres unger og har et 4 til 11 km² stort territorium.

### Føde
Disse primater lever hovedsageligt af frugter. De æder også anden planteføde som blade, frø, blomster og bark samt smådyr som insekter, edderkopper og bløddyr.

### Formering
Hunnen føder hvert andet år efter en ca. 225 dage lang drægtighedsperiode en enkelt unge. Efter fødslen sidder ungen mindst fem måneder fast i morens pels. Efter omkring et år fravænnes ungen, der efter fire til seks år er kønsmoden.
Man kender til uldaber som i fangenskab er blevet 24-30 år gamle.

## Arter
Slægten Lagothrix omfatter fire arter:
- Grå uldabe, Lagothrix cana
- Lagothrix lagotricha
- Lagothrix lugens
- Lagothrix poeppigii